# Nectarinia solaris
Nectarinia solaris é uma espécie de ave da família Nectariniidae.
Pode ser encontrada nos seguintes países: Indonésia e Timor-Leste.
Os seus habitats naturais são: florestas subtropicais ou tropicais húmidas de baixa altitude.